# Nanda Kot
Nanda Kot är ett berg i Indien. Det ligger i distriktet Pithorāgarh och delstaten Uttarakhand, i den norra delen av landet. Toppen på Nanda Kot är 6 861 meter över havet, eller 1 592 meter över den omgivande terrängen.
Den högsta punkten i närheten är Nanda Devi, 7 816 meter över havet, 14,0 km nordväst om Nanda Kot. Trakten runt Nanda Kot består i huvudsak av kala bergstoppar och isformationer.